# Andrea Büttner
Andrea Büttner (Stuttgart, 1972) es una artista multimedia alemana.

## Biografía
Originaria de Bade-Wurtemberg, Andrea Büttner estudió Bellas Artes en la Universidad de las Artes de Berlín. De 2003 a 2004, frecuentó la Universidad de Tubinga y la Universidad Humboldt de Berlín, donde obtuvo una maestría en historia del arte y en filosofía.
De 2005 a 2010, Andrea Büttner ingresó en el Royal College of Arte de Londres, y obtuvo su doctorado. Su tesis titulada Aesthetics of Shame : La pertinencia de la vergüenza para el arte contemporáneo y la cultura visual, se concentra en el tema de la vergüenza, analizando el vínculo con la homosexualidad, como sentimiento estético.
Vive y trabaja entre Londres y Fráncfort del Meno.

## Carrera artística
Andrea Büttner trabaja con varios soportes como el grabado sobre madera, la pintura sobre vidrio, la escultura, el collage, el vídeo y la performance. Crea vínculos entre la historia, el arte y las cuestiones sociales o éticas, con un interés particular para las nociones de pobreza, de vergüenza, de vulnerabilidad y de dignidad, y los sistemas de creencias que los sustentan.
Fascinada por la vida de las comunidades religiosas, su obra explora el cruce entre la religión y el arte, y las similitudes entre las comunidades religiosas y el mundo del arte. Durante una de sus residencias artísticas en Italia, vivió en órdenes de religiosas.
En 2007, el cortometraje Little Works muestra religiosas que fabrican pequeños objetos, como las velas. En 2010, en la obra Vogelpredig, se interesa en la iconografía cristiana.
En abril de 2011 presentó una exposición de su nuevo proyecto, The Poverty of Riches. En esta obra la artista pone en relieve la galería como un lugar de concentración y de contemplación, conectando las nociones de pobreza tal como fueron expresadas en Italia en el siglo XII por San Francisco y luego nuevamente en el siglo XX durante el movimiento del arte povera
La religión es un tema recurrente en su trabajo, como atestigua igualmente el vídeo Little Sisters : Lunapark Ostia (2012), que documenta la conversación de la artista con religiosas. La discusión está puesta en escena en un parque de atracciones fuera de Roma, donde las religiosas participan en las manèges y de las atracciones todo conversando de su propio trabajo.
Andrea Büttner expone en Europa y en América del Norte.

## Exposiciones
Una lista no exhaustiva :
- Andrea Büttner, Hockney Gallery, Royal College of Art, Londres, 2006

- Nought to Sixty – Andrea Büttner, Institute of Contemporary Arts, Londres, Reino Unido, 2008
- Andrea Büttner. It’s wonderful to be a woman and an artist in the 21th Century, Crystal Palace, Stockholm, 2008
- Andrea Büttner, Croy Nielsen, Berlin, Alemania, 2009[15]
- The Poverty of Riches, Whitechapel Gallery, Londres, Collezione Maramotti, Reggio Emilia, Italia, 2011[6]
- Andrea Büttner, International Project Space, Birmingham, Reino Unido, 2012[16]
- Andrea Büttner, MK Gallery, Milton Keynes, Reino Unido. 2013[17]
- Piano Destructions, Walter Phillips Gallery, The Banff Centre, Banff, Canada, 2014[18]
- BP Spotlight: Andrea Büttner, Tate Britain, Londres, 2014[3]
- Andrea Büttner. 2, Musée Ludwig, Colonia, Alemania, 2014[19]
- Andrea Büttner, Centro de Arte Walker, Mineápolis, 2016[20]
- Beggars and iPhones, Kunsthalle Wien, Viena, Austria, 2016[21]
- Andrea Büttner «Gesamtzusammenhang», St. Gallen, Suiza, 2017[22]
- On the spot #1, Badischer Kunstverein, Karlsruhe, Alemania, 2017[23]

## Premios y becas
- 2005 : British Institution Award
- 2009 : Maria Sibylla Merian Prize
- 2009 : Beca Kunststiftung Baden-Württemberg
- 2010 : Premio Max-Mara por el arte contemporáneo, que recompensa a una joven artista que se localice en Reino Unido.[6][24][25]
- 2012 : 1822-Kunstpreis